# Gabriel de Castella
Gabriel de Castella (Palència, c. 1577 - prop de Lima, Perú, c. 1620), navegant i explorador espanyol. Se li atribueix el descobriment, al començament del segle xvii, de la macro-unitat geogràfica anomenada actualment Antàrtida o Antàrtica. La seva contribució al coneixement geogràfic va ser ignorada durant molt temps i solament en l'últim terç del segle xviii va començar a ser tinguda en compte.

## Biografia
Era fill d'Alonso de Castilla y Cárdenas i de Leonor de la Mata. Des de jove va emprendre la carrera castrense i es va incorporar al servei en Nova Espanya com a capità d'artilleria. En 1605 Gabriel es va casar amb Genoveva de Espinosa y Lugo de Villasante a Lima, amb la qual va tenir un total de sis fills: Diego, Lorenzo, Isabel, Ana, María i Jusepe Lázaro.
Va salpar de Valparaíso al març de 1603 al comandament de tres naus: el galió Jesús María, de 600 tones i 30 canons; La nostra Senyora de la Visitación, que havia pertangut al corsario Richard Hawkins, i Nuestra Señora de las Mercedes, de 400 tones, en una expedició encomanada pel seu primer germà el virrei del Perú, Luis de Velasco y Castilla, per reprimir les incursions de corsaris neerlandesos als mars al sud de Xile.
Aquesta flotilla hauria aconseguit els 64° de latitud sud. No s'han trobat encara en arxius espanyols documents que confirmin la latitud aconseguida i les terres albirades; no obstant això, el relat del mariner neerlandès i exmembre de la desastrosa expedició de Jakob Mahu, Laurenz Claesz (en un testimoniatge sense data, però probablement posterior a 1607), documenta la latitud i l'època. Claesz declara:
| « | [haver-hi] navegat sota l'Almirall don Gabriel de Castella amb tres vaixells al llarg de les costes de Xile cap a Valparaíso, i des d'allí cap a l'estret, l'any de 1603; i va estar al març en els 64 graus i allí van tenir molta neu. En el següent mes d'abril van tornar de nou a les costes de Xile. | » |

Aquesta latitud no seria sobrepassada sinó fins a 1773 pel famós navegant britànic capità James Cook, qui va descendir fins als 71° 10' de latitud sud.
Un altre document neerlandès, publicat a Amsterdam en tres idiomes en 1622 afirma que als 64º de latitud sud hi ha terra:
| « | […] molt alta i muntanyenca, coberta de neu, com el país de Noruega, tota blanca, que semblava estendre's fins a les illes Salomó. | » |

Això sembla confirmar un albirament previ a la publicació.
Segons altres fonts, va partir amb el navili Buena Nueva que comandava des de ports del Con Sud. D'acord amb aquestes fonts, el relat del seu viatge indica que en l'estiu austral de 1603 va superar els 60º de latitud sud, i va observar terres muntanyenques cobertes de neu. Les coordenades dels seus descobriments indiquen que va reconèixer a les illes actualment anomenades illes Shetland del Sud (a les quals va anomenar, pel seu navili, «illes de la Bona Nova»), la part septentrional de la península Antàrtica. Per les coordenades que dona i per la corografia (descripció d'aspectes geogràfics) que realitza és molt probable que hagués arribat així mateix a les illes actualment anomenades illes Melchior.
Altres historiadors atribueixen el primer avistaje de terres antàrtiques al marí neerlandès Dirck Gerrits Pomp, que hauria trobat les illes Shetland del Sud. Segons el seu relat, la seva nau va ser desviada de curs per una tempesta després de traslladar l'estret de Magallanes, al retorn d'una expedició de pillatge a l'Índia, en 1599. Existeixen dubtes sobre la veracitat del relat de Gerrits.

## Llegat
La Base Antàrtica Espanyola Gabriel de Castilla situada a l'illa Decepció (illes Shetland del Sud), porta el seu nom. Fundada en l'estiu austral 1989-90, opera només a l'estiu.